# Tiina Mikkola
Tiina Mikkola (ur. 28 marca 1972 w Kotka) – fińska biathlonistka, brązowa medalistka mistrzostw świata.

## Kariera
W Pucharze Świata zadebiutowała 30 listopada 1996 roku w Lillehammer, zajmując 74. miejsce w sprincie. Jedyne punkty zdobyła 3 marca 1998 roku w Pokljuce, kiedy zajęła 25. miejsce w biegu indywidualnym. W klasyfikacji generalnej sezonu 1997/1998 zajęła 74. miejsce z dorobkiem 1 punktu (do sezonu 2000/2001 punktowało 25. najlepszych zawodników).
Podczas mistrzostw świata w Pokljuce/Hochfilzen w 1998 roku wspólnie z Katją Holanti, Mari Lampinen i Sanną-Leeną Perunką zdobyła brązowy medal w biegu drużynowym. Był to jedyny medal dla Finlandii w tej konkurencji. Na tej samej imprezie zajęła też 40. miejsce w biegu pościgowym. Brała także udział w rozgrywanych rok wcześniej mistrzostwach świata w Osrblie, gdzie zajęła 27. miejsce w sprincie, 34. w biegu pościgowym, 6. w biegu drużynowym i 10. w sztafecie. Nigdy nie wystąpiła na igrzyskach olimpijskich.

## Osiągnięcia

### Mistrzostwa świata
| Rok  | Miejscowość         | Konkurencje | Konkurencje | Konkurencje | Konkurencje | Konkurencje | Konkurencje | Konkurencje |
| Rok  | Miejscowość         | IN          | SP          | PU          | MS          | RL          | MR          | SR          |
| ---- | ------------------- | ----------- | ----------- | ----------- | ----------- | ----------- | ----------- | ----------- |
| 1997 | Osrblie             | –           | 27.         | 34.         | nd.         | 10.         | nd.         | –           |
| 1998 | Pokljuka/Hochfilzen | nd.         | nd.         | 40.         | nd.         | nd.         | nd.         | –           |

### Puchar Świata

#### Miejsca w klasyfikacji generalnej
| Sezon     | Miejsce |
| --------- | ------- |
| 1996/1997 | -       |
| 1997/1998 | 74.     |
| 1998/1999 | -       |

#### Miejsca na podium
Mikkola nigdy nie stanęła na podium indywidualnych zawodów PŚ.